# Радич, Звонко
Звонко Радич (серб. Zvonko Radić; 2 августа 1960) — сербский футболист, полузащитник, тренер.

## Биография
Воспитанник футбольной школы «Црвена Звезда», выступал за дубль команды, а в сезоне 1978/79 провёл одну игру за основной состав. Затем выступал за югославские клубы «Вардар» (Скопье) и «Чукарички» (Белград). В 1985—1987 годах играл за итальянский «Мирандолезе».
С 1993 года более 10 лет работал в тренерском штабе «Црвены Звезды», в основном с детско-юношескими командами. Был одним из первых тренеров Неманьи Матича. В сентябре 1999 года в одной игре исполнял обязанности главного тренера клуба, в этом матче была одержана победа над «Будучност» (Подгорица). Затем некоторое время ассистировал Славолюбу Муслину в первой команде.
В феврале 2009 года перешёл в российский «Амкар» (Пермь), где отвечал за работу резервной команды и детской школы. В июне 2011 года назначен главным тренером пермского женского клуба «Звезда-2005», но в ноябре того же года оставил пост. Летом 2012 года ассистировал Милану Милановичу в молдавском «Шерифе», но спустя пару месяцев тренерский штаб был уволен за неудачи в Лиге чемпионов.
После возвращения в Сербию работал преимущественно с резервистами и юношескими командами в клубах «БСК Борча», «Колубара», «Рад» (Белград), «Единство» (Сурчин) и других.